# جراحة إشعاعية

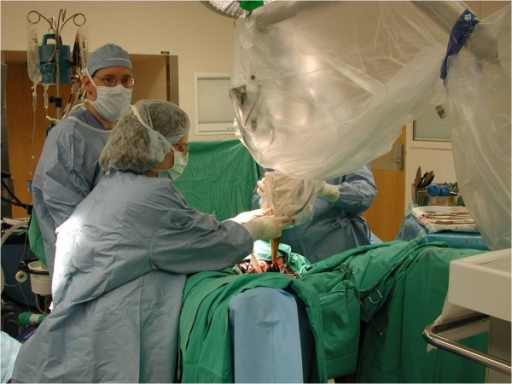
جراحة إشعاعية

الجراحة الإشعاعية (بالإنجليزية: Radiosurgery)‏ هي تدمير مناطق مُختارة من الأنسجة الحية بدقة عالية بدلًا من القطع بأداة حادة. كبقية أنواع العلاج بالإشعاع، تُستخدم هذه التقنية غالبًا لعلاج السرطان. عرّف العالم السويدي لارس لكسيل الجراحة بالإشعاع على أنها: «جرعة واحدة كبيرة من الإشعاع موجهةٌ بطريقة مجسمة نحو المنطقة المُرادة داخل الجمجمة».
في الجراحة الإشعاعية المجسمة، تشير كلمة المجسمة إلى نظام إحداثيات ثلاثي الأبعاد يربط بين الهدف الجراحي الافتراضي على الصور التشخيصية مع الهدف الجراحي الأصلي في جسم المريض.
تسمى الجراحة الإشعاعية المجسمة أحيانًا بإشعاع الجسم العلاجي المجسم أو بالإشعاع المجسم التدميري العلاجي.

## التاريخ
طور العالم السويدي لارس ليسكل الجراحةَ الإشعاعية المجسمة في عام 1949؛ لإجراء العمليات الجراحية على الأهداف الصغيرة في الدماغ (التي لم تكن قادرة على طرق الجراحة الاعتيادية). كانت أول أدوات استخدمها ليسكل المسابير والأقطاب، وكانت أول محاولة لتزويد هذه الأقطاب بالإشعاع (بالأشعة السينية) في بداية الخمسينات.
يقوم مبدأ عمل هذه الأداة على ضرب الهدف الموجود تحت عظام الجمجمة عبر تجميع الإشعاعات من اتجاهات متعددة في حزمة ضيقة، إذ تلتقي حزم الإشعاع في منطقة معينة من الهدف، ما يؤدي إلى وصول جرعة مميتة من الإشعاع في ذلك المكان، وفي نفس الوقت تقليل الجرعة الواصلة إلى الأنسجة المجاورة.
تطورت التقنية بشكل كبير بعد عشر سنوات بفضل عمل الفيزيائيين كيرت ليدن وبورج لارسون؛ إذ استبدل البروتون المجسم بالأشعة السينية.
كانت أشعة الجزيئات الثقيلة بديلاً -ممتازاً- عن الأدوات الحادة. لكن لم يكن المسرع الدوراني التزامني جيداً، فصمم ليكسيل أداة عملية، قوية دقيقة يستطيع الجراح العمل بها بنفسه.
في عام 1968 نتج عن هذا التصميم سكين جاما، التي وُضعَت في معهد كارولينسكا، تتألف سكين جاما من عدة مصادر كوبالت 60 المشعة، موضوعة في خوذة تحتوي على قنوات مركزية لمرور أشعة جاما.
صُمم هذا النموذج لإنتاج أشعة على شكل خيوط رفيعة لأغراض الجراحة العصبية لعلاج الألم، واضطرابات الحركة، واضطرابات السلوك التي لم تستجِب للعلاجات التقليدية المتّبَعة.
أدى النجاح في هذه الاداة إلى بناء جهاز ثانٍ، يحتوي على 179 مصدر من الكوبالت 60. صُممت سكين جاما الثانية لإنتاج أضرار كروية لعلاج اورمة الدماغ والتشوهات الشريانية والوريدية داخل الجمجمة.
وُضعت وحدات إضافية في عام 1980 مع 201 مصادر الكوبالت 60.
في نفس الوقت صُممت وسيلة أخرى لتأدية نفس الغرض وهي مسرع الجزيئات الخطي. نُصب أول مسرع بقدرة 4 ميجا فولط في حزيران عام 1952 في مجلس البحث الطبي، في قسم العلاج الإشعاعي الطبي، في مستشفى هامرسمث، في لندن.
جُرب هذا النظام في فبراير من عام 1953 وبدأ بعلاج المرضى في السابع من سبتمبر من نفس السنة.
في نفس الوقت، قاد العمل في مختبر ستاندفورد للموجات الدقيقة إلى تطوير مسرع ذي قدرة 6 ميجا واط، ووُضِع في مستشفى ستاندفورد، في كاليفورنيا، في عام 1956.
فُضل معجل الجزيئات الخطي على العلاج الإشعاعي التقليدي، لكن استمر العلاج الإشعاعي حتى الثمانينيات من القرن الماضي قبل أن تنتشر الجراحة الإشعاعية باستخدام مسرع الجزيئات (الذي كان نوعاً جديداً من الجراحات). في عام 1982، قيَّم جراح الأعصاب الإسباني بارشيا سالوريو دور كلٍ من الجراحة بالإشعاع المعتمدة على الكوبالت وتلك المعتمِدة على مسرع الجزيئات الخطي لعلاج الصرع والتشوه في الشرايين والاوردة.
في عام 1984، وصف بيتي وديريشنسكي نظاماً جراحياً إشعاعياً يستند على التعجيل الجزيئي الخطي. بينما ضم ونستون ولوتز تقنية تحديد موقع مجسمة إلى نماذج هذه الأجهزة وطريقة لقياس دقة المكونات. باستخدام الجهاز المطور شُفيَ أول مريض في الولايات المتحدة في بوسطن في مستشفى  النساء وبريغهام في عام 1986.

### القرن الواحد والعشرين
قاد التطور في التكنولوجيا في التصوير الطبي والحوسبة إلى زيادة في استخدام الجراحة الإشعاعية المجسمة في المجال الطبي، وتوسعت مجالات استخدامها في القرن الواحد والعشرين.
تعَد دقة تحديد الموقع وضمان الإحكام -في كلمة مجسم- ذات أهمية قصوى للتداخل الجراحي.
توسعت في القرن الواحد والعشرين الفكرة الأساسية من الجراحة الإشعاعية، فشملت علاجات تضم أكثر من خمسة أجزاء، أُعيد تعريف الجراحة الإشعاعية المجسمة على أنها فرع مستقل من الجراحة العصبية، إذ تُستخدم أشعة مؤينة من مصدر خارجي لتعطيل هدف معين أو محوه -عادة ما يكون في الرأس أو النخاع الشوكي- دون الحاجة إلى شق جراحي.
بصرف النظر عن التشابه بين مفهومي الجراحة الإشعاعية المجسمة والعلاج بالإشعاع المُجزأ تختلف الميكانيكية للشفاء على الرغم من تشابه نتائج العلاج في حالاتٍ محددة. تركز الجراحة الإشعاعية المجسمة على إيصال جرعة كبيرة إلى مناطق صغيرة بشكل دقيق، لتدمير النسيج الهدف مع المحافظة على سلامة الأنسجة المجاورة.
يُتّبع المبدأ نفسه في العلاج الإشعاعي التقليدي مع وجود جرَع أقل منتشرَة على مساحات أوسع. على سبيل المثال (العلاج الحجمي القوسي المعدل).
يعتمد العلاج بالإشعاع المجزأ أكثر على الحساسية المختلفة للإشعاع من قبل النسيج الهدف والأنسجة المحيطة به إلى الجرعة المتراكمة الكلية. تاريخيًا، تطور مجال العلاج الإشعاعي المجزأ من المفهوم الأصلي للجراحة الإشعاعية المجسمة بعد اكتشاف مبادئ البيولوجيا الإشعاعية: الإصلاح، وإعادة التصنيف، وإعادة التكاثر، وإعادة الأكسجة.
اليوم، تعد كلتا تقنيات العلاج مكملة لبعضها، لأن الأورام المقاوِمة للعلاج الإشعاعي المجزأ قد تستجيب جيدًا للجراحة الإشعاعية، والأورام التي تكون كبيرة جدًا أو قريبة جدًا من الأعضاء الحيوية لإجراء الجراحة الإشعاعية الآمنة أكثر مناسبةً للعلاج الإشعاعي المجزأ.
اليوم، يتوفر كل من سكين أشعة جاما والمسرع الجزيئي الخطي تجاريًا في جميع أنحاء العالم. في حين أن سكين جاما مكرسة للجراحة الإشعاعية، إذ تتطلب العديد من مسرعات الجزيئات الخطية للعلاج الإشعاعي المجزأ التقليدي تكنولوجيا إضافية وخبرة لتصبح أدوات مخصصة للجراحة الإشعاعية. لا يوجد فرق واضح في الفعالية بين هذه الأساليب المختلفة. تقدم كبرى الشركات المصنِعة -فاريان وإيليكتا- مسرعَ جزيئات خطي لجراحة إشعاعية مخصصة بالإضافة إلى آلات مصممة للمعالجة التقليدية بقدرات الجراحة الإشعاعية. هناك أنظمة مصممة لإكمال مسرع الجزيئات الخطي التقليدي من خلال تكنولوجيا تشكيل الشعاع، وتخطيط العلاج، وأدوات توجيه الصورة. مثال على الجراحة الإشعاعية المخصصة التي تعتمد على مسرع جزيئات خطي هي السكين الإلكترونية، وهي مسرع جزيئات خطي مضغوط مثبت على ذراع آلية تتحرك حول المريض وتشع على الورم من مواقع ثابتة، وبالتالي تحاكي طريقة عمل سكين جاما.